# Aude Cassagne
Aude Cassagne (1990) es una deportista francesa que compite en ciclismo en la modalidad de BMX estilo libre. Ganó dos medallas de oro en el Campeonato Mundial de Ciclismo Urbano, en los años 2022 y 2023, en la prueba de flatland.

## Palmarés internacional
| Campeonato Mundial | Campeonato Mundial    | Campeonato Mundial | Campeonato Mundial |
| Año                | Lugar                 | Medalla            | Competición        |
| ------------------ | --------------------- | ------------------ | ------------------ |
| 2022               | Abu Dabi (EAU)        | Medalla de oro     | Flatland           |
| 2023               | Glasgow (Reino Unido) | Medalla de oro     | Flatland           |